# 澤生鯙
澤生鯙，又稱澤生海鱔，為輻鰭魚綱鰻鱺目鯙亞目鯙科的其中一種，分布於東大西洋區，從不列顛群島東部至塞內加爾海域，包括地中海，棲息深度15-50公尺，體長可達150公分，為底棲性魚類，生活在礁石區、珊瑚礁，屬肉食性，夜間覓食，以魚類、甲殼類、魷魚等為食，可做為食用魚及觀賞魚。

## 擴展閱讀
維基物種上的相關：澤生鯙